# LaC TV
LaC TV este un canal privat de televiziune disponibil în Italia la nivel regional. Aparține grupului media Publiemme (operatorul principal de televiziune privată din Calabria).
Este un canal de televiziune generalist, transmițând emisiuni informative, de divertisment și evenimente sportive.